# Miloslav Disman
Miloslav Disman (27. dubna 1904 Bělá pod Bezdězem – 21. dubna 1981 Praha) byl divadelní a rozhlasový režisér, dramaturg a pedagog. Za svou režijní rozhlasovou činnost, především za rozvíjení estetické výchovy mládeže, obdržel v roce 1953 Řád práce, u příležitosti 60. narozenin titul zasloužilý umělec a v listopadu 1966 Československou cenu míru.

## Život
Disman pocházel z Bělé pod Bezdězem. Jeho otec městský důchodní Dr. Bedřich Disman byl v Bělé pod Bezdězem aktivním členem místního odboru Matice školské, starostou místního odboru Pojizerské sokolské župy Fügnerovy, působil ve výboru obecního zastupitelstva a jako revizor v Úvěrním spolku. Veřejně se angažoval i jako člen místního antiklerikálního sdružení Volná myšlenka (Miloslav Disman v r. 1919 vystoupil z církve katolické a zůstal bez vyznání).
Syn Miloslav Disman vystudoval v letech 1918–1920 Vyšší reálku v Jičíně, později v Praze; v rozmezí let 1922–1927 složil odborné učitelské zkoušky; 1930–1932 vystudoval Školu vysokých studií pedagogických v Praze. V letech 1922–1930 působil jako učitel, odborný učitel a správce českých menšinových obecných škol v Novém Boru, ve Mšeně nad Nisou, v Bělé pod Bezdězem, v Náhlově pod Ještědem a v Dolní Poustevně. Zapojil se také do tzv. menšinářské a hraničářské práce: nejprve jezdil se zájezdy do pohraničí s „Maňáskovou scénou“, spolupracoval s první školou lužických dětí, kterou v Bělé pod Bezdězem zřídil známý hraničářský pracovník Josef Maštálko, s Frantou Kocourkem, Prokopem Domorázkem, s hercem Vaškem Tréglem, tajemníkem Národního divadla Procházkou, herci Sárou, Schettinou a členy kroužku studentů v Bělé pod Bezdězem, pokračoval vlastní prací na menšinových školách v severočeském pohraničí v dramatických a pěveckých kroužcích (např. Ochotnická divadelní jednota v Bělé pod Bezdězem) a s družinou dětí pokusného tábora dorostu Československého Červeného kříže v Bojanovicích u Znojma.
Od března 1930 pokračoval na pokusných školách v Michli a jako odborný učitel na Masarykově pokusné reformní škole 1. a 2. stupně v Nuslích, kde už vznikl stálý recitační soubor mládeže r. 1936 spojený i s dočasným sborem pražského učitelstva, jež spolupracoval s Uměleckou skupinou Míly Mellanové, Pedagogickou jednotou Komenského (PJK) a Masarykovým lidovýchovným ústavem (sekcí Přátel literatury pro mládež). Jako pedagog byl Disman dlouholetým členem Pedagogické jednoty Komenského v Praze, kde působil jako jednatel.
Recitační soubor mládeže už v roce 1931 nahrával první české gramofonové desky sborových recitací mládeže a r. 1932 spolupracoval v režii Vladislava Vančury na prvním českém pokuse o umělecký pedagogický film „Na sluneční straně“ (Vančura, Jacobson a Disman) a na pokusech se sborovou recitací až tisícičlenného sboru, který recitoval verše St. K. Neumanna k narozeninám prezidenta T. G. Masaryka.
V roce 1931 založil rozhlasový dětský soubor. Spisovatel Vladislav Vančura jej pojmenoval Dismanův rozhlasový dětský soubor (DRDS).  Disman však za oficiální datum vzniku souboru později označil 15. 9. 1935. Soubor se stal stálým externím spolupracovníkem rozhlasu. Členy DRDS byli např. herci Josef Vinklář (od r. 1942), Jiří Horčička (od r. 1937), Jiří Vala, Jana Hlaváčová, Alena Vránová, Václav Postránecký, Eva Klepáčová, Zdeněk Borovec, Pavel Kohout , a další. Od roku 1930 pracoval ve školském rozhlasu, což bylo vysílání Radiojournalu pro školy. V roce 1935 se stal dramaturgem a režisérem československého rozhlasu. Od roku 1937 spolupracoval s reportážním oddělením, jako reportér byl v roce 1938 na X. Všesokolském sletu. Od jara 1938 vedl samostatnou každodenní relaci „Okénko“ a od počátku školního roku přešel Disman k režii školského rozhlasu na uvolněné místo po Janu Kühnovi, který se stal sbormistrem Československého pěveckého sboru a Dětského rozhlasového sboru. Místo Dismana zaujal J. V. Pleva.
Peníze na smetišti je trochu nezvyklý název rozhlasové scény dopoledního školského rozhlasu dnes v 11.15 hod., ale má námět zcela konkrétní a dnes velmi naléhavý. Pojednává se v ní o sběru odpadků, který se právě provádí, o třídění a využití odpadků v průmyslu a nezapomíná se v ní ani na retrospektivní scénku o tom, jak kdysi venkovští »hadrníci« vyměňovali nitě a jehly za staré hadry. Autorem scény je dr. Jaroslav Ryšavý. — Pro mladší posluchače připravuje školský rozhlas na týž den v 10.30 hod. drobnou scénu »Na rodné hroudě«. S dětmi pohovoří starý rolník uprostřed dubnové práce na poli. Scénku uzavře recitátor verši Sládkovými, nato si děti ve všech školách zazpívají společně s Kühnovým dětským sborem. Režii obou scén má M. Disman.
Venkov, 14.04.1939
Ve válečných letech 1942–1944 inscenoval na půdě Intimního divadla v Umělecké besedě, na scéně nazvané Intimní divadlo dětem  s amatérským souborem mládeže hry pro děti a mládež, např. Karafiátovy Broučky. V únoru 1944 byl režisér Disman jmenován uměleckým šéfem Dětské scény Intimního divadla. V rámci akce Kuratoria pro výchovu mládeže v Čechách a na Moravě „Umění všem” se v listopadu 1944 v Městské knihovně pro mládež konala dětská besídka, na které děti pod vedením režiséra Dismana z Intimního divadla předvedly scénu zvířátek ze hry třináctiletého Václava Ryšánka „Hrdina zlatého kapradí”.
Pražská divadla pro mládež zahajují. V osadě divadelní mládeže v Broučkově u Vráže na Otavě studuje umělecký vedoucí dětské scény při Intimním divadle, rež. M. Disman, dramatickou prvotinu. Jar. Panenkové »Letíme do nebes«. Pražské divadlo pro mládež Míly Mellanové zahajuje svou 10. sezónu hrou K. Michla »Sněm duchů na Turově«, v režii M. Procházky, 9. září v Osvětovém odboru.
Venkov, 24.08.1944
Během druhé světové války byl Disman členem ilegálního Národního výboru Čs. rozhlasu a byl napojen na spisovatelskou sekci Výboru inteligence – ilegální odbojové organizace při komunistickém Ústředním národním revolučním výboru. Při květnovém povstání roku 1945 působil jako jeden z rozhlasových hlasatelů a komentátorů. V květnu 1945 se stal také prvním předsedou revoluční závodní rady. Podle svých osobních zážitků napsal paměti Československý rozhlas v boji (1946) a Hovoří Praha (1975).
Po osvobození začal pracovat na přetvoření dětského souboru (DRDS) v Ústřední studovnu umění pro mládež (ÚSUM), velkoryse komponovanou společenskou instituci, kterou měl Disman domyšlenou včetně podrobných plánů budovy pro ÚSUM. O prázdninách pořádal tzv. Broučkov, letní pracovní tábor Dismanova rozhlasového a divadelního souboru v Praze, při kterém působili i komunističtí Mladí průkopníci ÚSUMu.  Dismanovy programové záměry zmařila aktivita starších členů souboru.
ÚSUM přináší i náčrty plánů Ing. arch. K. Mezery na postupnou organisaci budování ÚSUM a praktické ukázky z její činnosti. Schválením úřadů republiky stal se plán ÚSUM programem činnosti IV. odboru Výzkumného pedagogického ústavu J. A. Komenského. Měl by být proto do něho zasvěcen každý pedagog i pracovník v oboru umění pro děti a mládež.
M. Disman: ÚSUM, Ústřední studovna umění pro mládež, nakl. Práce 1946
Na počátku roku 1948 podepsal Disman prokomunistickou výzvu Kupředu, zpátky ni krok!, jež byla poprvé vydána dne 25. února 1948 pro podporu komunistického převratu. V témže roce působil na Mezinárodní výstavě rozhlasu. Od roku 1952 byl Disman vedoucím režisérem vysílání pro děti a mládež. V letech 1955, 1960 a 1965 byl reportérem československých spartakiád. V letech 1959–1970 pracoval jako externí pedagog na pražské AMU. Byl rovněž aktivní v Mezinárodní organizaci divadel pro děti a mládež. V rozhlase pracoval až do roku 1971, kdy odešel do důchodu.

## Ocenění
- Československá medaile za zásluhy I. stupně, 1946[33]

- Řád práce 1953
- Vyznamenání Za vynikající práci, 1959
- titul zasloužilý umělec, 1964
- Pamětní medaile k 20. výročí osvobození ČSSR, 1965
- Československá cena míru 1966

## Rodina, přátelé
Jeho syn Miloslav Disman (nar. 1947) je ilustrátorem a grafikem.
Pan profesor Disman byl původním povoláním kantor z Bělé pod Bezdězem a jeho ctižádostí nebylo vychovávat profesionální umělce, herce, režiséry, spisovatele, básníky, hudební skladatele, ač pravda v mnoha případech se i tak stalo...Pan profesor vyhnětl z talentu řadu umělců, nedovolil zajít žádnému slibnému človíčku, ale uvedl ho do světa krásy a poznání, že přes kumšt se člověk může stát lepším i hodnotnějším. On v sobě pan profesor Disman měl charisma, které ozařovalo dětské duše takovou silou, že z člověka vyrostl ne-li přímo kumštýř, pak alespoň ten, kdo po celý život umění miloval a vzhlížel k němu s úctou.
Josef Vinklář Pokus o kus pravdy (str. 33–34), ISBN 80-903399-4-8 

## Dílo

### Rozhlasové režie, výběr
- 1936 K. H. Mácha: Máj
- 1939 Svatopluk Čech: Výlet pana Broučka do XV. století
- 1941 Fr. Jungbauer: Prasátka babky Barborky
- 1948 A. Ransome: Boj o ostrov
- 1952 Václav Řezáč: Poplach v Kovářské uličce
- 1955 Jakub Arbes: Štrajchpudlíci
- 1956 Jan Drda: Vyšší princip
- 1957 J. Š. Baar: Paní komisarka
- 1960 J. Trnka: Zahrada
- 1961 Jan Peka: Achilleus
- 1961 Václav Čtvrtek: My tři a pes z Pětipes
- 1962 Erich Kästner: Emil a detektivové
- 1963 André Maurois: Země tisíce splněných přání (Le pays des trente-six mille volontés) - pohádka.
- 1964 V. Nezval: Anička skřítek a slaměný Hubert
- 1964 Richard Hughes: Velrybí domov
- 1967 E. T. Seton: Moji známí z divočiny
- 1968 Božena Němcová: Moudrý zlatník
- 1968 Václav Čtvrtek: Narození princezny Malenky

### Divadelní režie, výběr
- 1942 Jan Karafiát: Broučci, Intimní divadlo (přes 300 repríz)
- 1944 V.Ryšánek: Hrdina zlatého kapradí, Intimní divadlo
- 1944 J.Kolář: Bzunďa a Brunďa, Intimní divadlo

### Publikační činnost, výběr
- Disman M.: Individuální vyučování počtům v 5. školním roce. Tvoř. škola 1930/31
- Disman M.: Pokus o reformu početního vyučování na škole I. stupně. Tvoř. škola 1931/32
- Disman M.: Kolektivní (sborová) recitace. Šk. reformy 1931/32,
- Disman M.: Ukázka žákovského shromáždění na pokusné reformní škole obecné v Nuslích. Tvoř. škola 1931/32[34]
- 1946 Československý rozhlas v boji
- 1950 Paprsek
- 1952 Tři medvíďata – divadelní hra
- 1967 Pracovníci Čs. rozhlasu ve službách květnové revoluce
- 1968 Kapitoly z dějin Čs. rozhlasu
- 1975 Hovoří Praha. Vzpomínky na revoluční květnové dny 1945 v rozhlase